# Swinhoes boszanger
Swinhoes boszanger (Phylloscopus plumbeitarsus) is een zangvogel uit de familie Phylloscopidae.

## Verspreiding en leefgebied
Deze soort komt voor van Zuid-Siberië tot Mongolië en Mantsjoerije, 's winters tot Zuidoost-Azië.